# Мруг
Мруг (арм. Մրուղ) — гавар провинции Гугарк Великой Армении. На сегодняшний день территория исторического Мруга находится в границах Турции и приблизительно соответствует району Борчка на севере ила Артвин.

## География
Гавар Мруг находился на крайнем северо-западе провинции Гугарк. На востоке граничил с гаваром Мрит, на севере − с Аджарией, на юго-востоке − с гаваром Нигал.